# Уйское (Челябинская область)
У́йское — село, административный центр Уйского района Челябинской области России и Уйского сельского поселения в составе района. Расположено в 124 км к юго-западу от Челябинска (по автодороге 149 км), на реке Уй (приток Тобола), в 30 км от железнодорожной станции Курамино.

## История
Село известно с 1742 году в связи со строительством есаулом Бахметьевым военного поселения — крепости Уйской. Названа по реке Уй. Уйская крепость была основана с согласия башкирского тархана Таймаса Шаимова, владельца земли на которой планировалось строительство. В награду за это Шаимов получил саблю, а башкиры были освобождены от податного обложения.
Крепость была построена для обеспечения безопасности восточных границы России от набегов киргизов, а также чтобы иметь лучшее наблюдение за действиями башкир.
Первым атаманом был Еромей Тихонов, есаул.
Казаки Уйской крепости примкнули к восстанию в 1774 году. Некоторые казаки с отрядами атамана И. Н. Грязнова участвовали в боях под Челябинском. Карательные команды использовали крепость как опорную базу в военных операциях в восточной части Оренбургской губернии. Какое-то время в крепости находился корпус генерала И. А. Деколонга, преследовавший войско Е. И. Пугачева и нанесший ему поражение в сражении под крепостью Троицкой.
Уйская крепость упоминается Пушкиным в «Истории Пугачева».

## Население
| 1959  | 1970  | 1979  | 1989  | 2002  | 2007  | 2010  |
| ----- | ----- | ----- | ----- | ----- | ----- | ----- |
| 3988  | ↗4804 | ↗6188 | ↗7146 | ↗7724 | →7724 | ↘7352 |
| 2021  |       |       |       |       |       |       |
| ↘6728 |       |       |       |       |       |       |

Проживают русские, башкиры.

## Экономика
В Уйском расположены закрытый сыродельный завод, центральная усадьба бывшего колхоза «Память Ленина». Основной доход местного населения — занятость в бюджетной сфере.

## Спорт
На лыжной базе «Олимпиец» проводятся соревнования по лыжным гонкам «Лыжня России». В 2017 году был построен крытый хоккейный корт. В 2024 году построили физкультурно-оздоровительного комплекс с плавательным бассейном "Фокус".

## Религия
Православные храмы
- Церковь Иоанна Богослова

## Достопримечательности
В селе работает краеведческий музей, дворец культуры «Колос», дом народного творчества. В центре села находится мемориал в память о павших в Великой Отечественной войне.
В Уйском расположен памятник комсомольцам, убитым в 1920 году Ф. Чечёткину, В. Эстину, С. Таращенко и М. Анисенко.

## Известные жители
- 20 апреля 1906 г. Уйский станичный атаман, старообрядец Степан Семёнович Выдрин избран съездом уполномоченных от казачьих станиц депутатом в первый русский парламент Государственную думу Российской империи I созыва от Оренбургской губернии.

- В селе Уйском 2 января 1947 г. родился А. И. Тихонов, советский биатлонист, четырёхкратный олимпийский чемпион, одиннадцатикратный чемпион мира, заслуженный мастер спорта СССР.